# 티르 너 노그

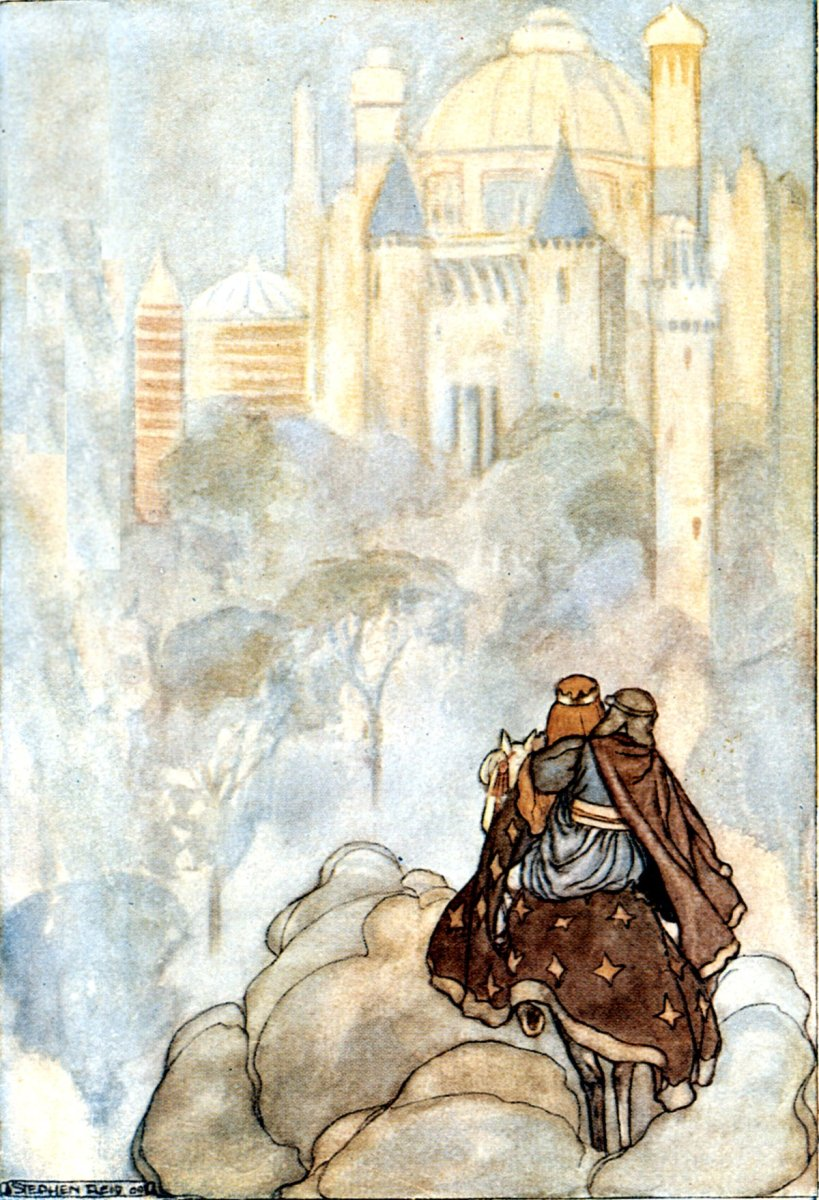
티르 너 노그를 여행하는 오신과 니어브

티르 너 노그(아일랜드어: Tír na nÓg [tʲiːɾˠ n̪ˠə ˈn̪ˠoːɡ]→젊음의 땅)는 아일랜드 신화, 특히 오신 전설에 등장하는 별세계이다. 오신은 필멸자로서 티르 너 노그를 방문한 몇 안되는 인물 중 하나이다. 투어허 데 다넌 신족이 에린 땅을 떠난 뒤 이곳으로 갔으며, 그 이후 에린의 가장 위대한 영웅들이 이곳을 방문하곤 했다. 티르 너 노그는 마그 멜이나 아발론 등의 켈트 신화의 다른 전설적 장소들과 그 성격이 유사하다.
티르 너 노그는 지도의 끝 저 너머, 서쪽으로 멀리멀리 위치한 섬에 있다고 생각되었다. 힘들고 고된 항해 끝에 찾아가거나, 티르 너 노그의 거주자에 의해 초대를 받아서 도달할 수 있다고 한다. 흔히 알려진 것과 달리 티르 너 노그는 사망한 영웅들의 사후세계가 아니다. 오히려 티르 너 노그는 초자연적 존재들과, 운이 좋아 이곳에 닿을 수 있었던 소수의 항해자들과 모험가들이 살고 있는 세속적 낙원이라고 할 수 있다. 이 별세계에는 질병과 죽음이 존재하지 않는다. 이곳은 영원한 젊음과 아름다움의 땅이며, 음악과 힘, 생명, 그리고 모든 즐거움의 추구가 한 장소에 모여 있는 곳이다. 여기서는 행복이 영원히 지속되며, 아무도 먹을 것이나 마실 것을 찾지 않는다. 이것은 그리스 신화의 엘리시움이나 게르만 신화의 발할라와 대략 비슷하다고 할 수 있다. 단, 이 두 장소와 티르 너 노그 사이에는 유사점만 있는 것이 아니며 결정적이고 중요한 차이점 역시 존재한다. 예를 들어 발할라는 에인헤랴르들이 서로를 죽이는 훈련을 하지만, 여기에는 죽음이 아예 존재하지 않는다.

## 같이 보기
이들은 대부분 아일랜드에 대한 것과 티르 너 노그를 비롯한 3대 마법의 3에 대한 문서다.
- 오신
- 아일랜드 신화
- 별세계
- 마그 멜
- 아발론

## 참고 자료
- 윌리엄 버틀러 예이츠(W. B. Yeats), Fairy and Folk Tales of the Irish Peasantry